# Henriette Puig-Roget
Pour les articles homonymes, voir Puig et Roget.
Henriette Puig-Roget, née Roget le 9 janvier 1910 à Bastia et morte le 24 novembre 1992 à Paris, est une pianiste, organiste, pédagogue et compositrice française.

## Biographie
Née en 1910, elle est la fille du général Henry Roget et la nièce du général Gaudérique Roget (1846-1917). Elle commence ses études musicales au Conservatoire de Paris en 1919. Elle obtient 6 premiers prix entre 1926 et 1930 dans les classes d'Isidor Philipp, Jean Gallon et Noël Gallon, Abel Estyle, Maurice Emmanuel et Marcel Dupré : piano, harmonie, histoire de la musique, accompagnement au piano, contrepoint, fugue, orgue. Elle est aussi l’élève de Charles Tournemire pour la musique de chambre.
En 1930, elle obtient des félicitations du jury au concours de composition des Amis de l'Orgue pour sa Suite sur un thème sur l'office de Noël. Le jury était présidé par Gabriel Pierné et comprenait entre autres Albert Roussel, Charles Tournemire et Louis Vierne.
Premier Second Grand Prix de Rome[Lequel ?] en 1933, elle est nommée l’année suivante organiste de l'Oratoire du Louvre et de la Grande synagogue de Paris. Elle y restera respectivement jusqu’en 1979 et 1952. Chef de chant à l’Opéra de Paris, elle mène parallèlement une carrière de pianiste à la Radio dès 1935, où elle restera jusqu’en 1975.
En 1940 elle épouse l'architecte catalan Ramon Puig Vinyals avec qui elle a une fille, Pauline. À partir de 1957, elle enseigne l'accompagnement au Conservatoire de Paris . À partir de 1979, elle part enseigner le piano, le solfège et la musique de chambre à l'Université des Beaux Arts et de Musique de Tokyo au Japon. Parmi ses élèves de cette époque tokyoïte, on peut citer Kazuoki Fujii (pianiste), Takenori Nemoto (corniste), Hideki Nagano (pianiste), Masakazu Natsuda (compositeur), Misato Mochizuki (compositrice) et Mami Sakato (organiste).
Elle meurt en 1992 à son domicile parisien, âgée de 82 ans.
Sa carrière de concertiste, professeur et compositrice a été évoquée par Pauline Puig-Roget et Alain Cartayrade dans le bulletin n° 10 (2010) de l'Association Duruflé. Ils ont établi et publié ici pour la première fois le catalogue exhaustif de ses compositions destinées à divers instruments ou formations. La plupart sont encore inédites et nécessitent un travail de musicologie afin de les faire connaître, éditer et jouer.

## Décoration
- Officier de l'ordre des Arts et des Lettres (1987)[5]

## Œuvres

### Compositions pour orgue
- Cortège funèbre (Durand, 1939)
- Deploracion para la semana santa
- Toccata severa
- Triathlon. Cette œuvre a servi de morceau de concours pour le CNSM en 1977

### Compositions pour piano
Henriette Puig-Roget privilégie l'enseignement du piano aux enfants. À cet effet, elle compose des pièces brèves destinées à « renouveler l'intérêt, égayer en instruisant, en un mot, tout faire pour éviter lassitude ou découragement de la part du jeune musicien en herbe ». Les principales de ces compositions forment un ensemble de quatre volumes édités en 1958 par Henry Lemoine dans la collection Alpha :
- Faire l'exercice
- Adroits petits doigts - 34 pièces détachées pour pianistes en rodage[7]
- Abécédaire - 26 bagatelles pour piano, à l'intention de sa fille Pauline et portant une dédicace à Isidor Philipp, « qui, loin de se contenter de donner des conseils sur l’art de jouer, s’est sans cesse appliqué à apprendre aux élèves à travailler ; n’est-ce pas là la seule forme d'enseignement efficace, donc valable ? »[6]
- Le piano du saloon

### Compositions de musique vocale
- Quatre Ballades de Paul Fort (1934)

## Discographie sélective
- Fauré : Requiem op.48, Chœurs Élisabeth Brasseur, Victoria de los Angeles, Dietrich Fischer-Dieskau, Orchestre de la Société des Concerts du Conservatoire, Henriette Puig-Roget, orgue, dir André Cluytens Emi 1963